# 戈佐体育场
戈佐体育场，原名银禧球场，是马耳他戈佐岛的主体育场。戈佐体育场位于绍基亚市镇，可容纳1,644人，但其主看台两端的站立区可确保该体育场最多容纳约3,800人。与马耳他的国家体育场类似，戈佐体育场是当地顶级联赛--戈佐足球甲级联赛的主赛场。戈佐足球协会组织的所有杯赛的决赛一般都在该体育场举行。

## 历史

### 早期
体育场建于1936年，为纪念英王乔治五世银禧，体育场被命名为银禧球场。体育场最初只有现在的绍基亚看台，建造费用为819英镑12先令3便士。两年后，又增加了一些设施，如球场周围的围墙、更衣室、厕所和酒吧。
1975年，体育场扩建，修建了对面的看台，俗称夏格拉看台（Xaghra Stand）。1995年，球场表面改用天然草皮，并更名为戈佐体育场。当时，该体育场在戈佐相当独特，因为其他所有球场都是沙质表面。现在，沙质场地几乎已全部消失，但由于这些场地已被人造草皮取代，戈佐体育场作为戈佐岛唯一拥有天然草皮球场的体育场的独特性至今仍未改变。

### 近期
2007年1月，体育场首次安装了泛光灯，每个角落都安装了一盏泛光灯，确保戈佐体育场在黄昏后也能举办足球比赛。该项目耗资约34万欧元，在一个球门后面建造了一个综合楼。建筑群包括办公室、四间更衣室、两间裁判室、新厕所和一个车库。2011年，通过铺设一个新的五人制球场和建造一个可容纳75辆车的停车场，该体育场得到了改善。2013年，随着欧洲杯17岁以下青少年足球锦标赛的临近，政府拨款50万欧元，用于资助改善戈佐岛周围的足球场地。戈佐体育场是受益者之一，因为部分预算被用于资助戈佐体育场的进一步设施建设，特别是围墙内最先进的贵宾区。
戈佐体育场位于姆加尔路（Mgarr Road），是连接绍基亚和维多利亚的主干道。体育场由球场两侧的两个看台组成。其中较大的看台位于绍基亚一侧，几乎被默认为绍基亚一侧。看台被贵宾区一分为二，全部为座位，并有顶棚覆盖。此外，两侧看台的尽头各有一个站立区和一个吧台。与绍基亚看台相对的是夏格拉看台。顾名思义，它位于夏格拉一侧，从美学角度讲，看台由一个与球场平行的看台和一个位于正中间的吧台组成。夏格拉一侧看台没有遮挡，只有在体育场举办重要比赛时才会开放，因此预计会有数百人到场。这两个看台都可以从姆加尔路进入。

## 活动

### 欧洲U-19足球锦标赛
戈佐体育场是马耳他主办2023年欧洲U-19足球锦标赛期间使用的四个体育场之一。该体育场举办了两场小组赛，包括东道主与葡萄牙的比赛。

### 歐洲U-17足球錦標賽
戈佐体育场是马耳他举办2014年歐洲U-17足球錦標賽期间使用的三个体育场之一。该体育场共举办了4场小组赛。

### 欧足联地区杯
由于马耳他足协决定在2013年、2015年和2017年欧足联地区杯期间让戈佐人队代表马耳他出战，而且欧足联决定由马耳他承办戈佐人队在这三届欧足联地区杯中抽到的小组赛，因此戈佐体育场还承办了这三届欧足联地区杯中间轮的9场比赛。

### 马耳他超级联赛
直到2011年，戈佐岛足球俱乐部（Gozo FC）还一直代表戈佐岛参加马耳他足球联赛。该俱乐部历史上的最高峰是在1998/1999年马耳他甲级联赛中夺冠，从而晋级马耳他超级联赛。戈佐足球俱乐部在马耳他足球最高级别联赛中的唯一一个赛季的所有主场比赛都是在戈佐体育场进行的。

### 2010年非凡世界杯
戈佐体育场是举办2010年非凡世界杯的两个场地之一。除开幕式外，该体育场还举办了五场比赛，即三场小组赛、一场半决赛以及伊拉克库尔德斯坦队与最终冠军帕达尼亚队之间的决赛。